# São Francisco de Assis do Piauí
São Francisco de Assis do Piauí is een gemeente in de Braziliaanse deelstaat Piauí. De gemeente telt 5.224 inwoners (schatting 2009).
De gemeente grenst aan Conceição do Canindé, Lagoa do Barro do PI, Queimada Nova, Campo Alegre do Fidalgo, Nova Santa Rita, Paulistana en Jacobina do PI.